# Italian Hockey League - Elite 2017-2018
L'84º massimo campionato italiano di hockey su ghiaccio prende il nome di Italian Hockey League - Elite 2017-2018.
A partire da questa stagione, infatti, è stato creato un nome-contenitore, denominato Italian Hockey League, che andasse a comprendere i tre campionati nazionali ed il campionato femminile. Il torneo che assegna il titolo italiano è stato rinominato Italian Hockey League - Elite, la ex Serie B Italian Hockey League e la ex serie C Italian Hockey League - Division I.

## Squadre
A giocarsi il titolo italiano sono ancora, come nella stagione precedente, le otto squadre italiane iscritte alla Alps Hockey League.
La AHL prevedeva, per la stagione 2017-2018, la suddivisione in quattro gironi, due dei quali, Sud A e Sud B, dedicati alle squadre italiane. Le squadre di AHL, oltre al girone di andata e ritorno tra tutte le compagini, hanno disputato un ulteriore girone di andata e ritorno tra le squadre di ciascuno dei gironi. Limitatamente ai due gironi "italiani", questi incontri sarebbero dunque valsi sia ai fini della classifica AHL che come qualificazione per la finale scudetto.
| Squadre in Italian Hockey League - Elite nella stagione 2017-2018 | Squadre in Italian Hockey League - Elite nella stagione 2017-2018 | Squadre in Italian Hockey League - Elite nella stagione 2017-2018 | Squadre in Italian Hockey League - Elite nella stagione 2017-2018 | Squadre in Italian Hockey League - Elite nella stagione 2017-2018 | Squadre in Italian Hockey League - Elite nella stagione 2017-2018 | Squadre in Italian Hockey League - Elite nella stagione 2017-2018 | Asiago Cortina Fassa Gherdëina Pustertal Ritten Sterzing Neumarkt |
| Girone                                                            | Club                                                              | Regione                                                           | Città                                                             | Arena                                                             | Capacità                                                          | Presenze in Serie A                                               | Asiago Cortina Fassa Gherdëina Pustertal Ritten Sterzing Neumarkt |
| ----------------------------------------------------------------- | ----------------------------------------------------------------- | ----------------------------------------------------------------- | ----------------------------------------------------------------- | ----------------------------------------------------------------- | ----------------------------------------------------------------- | ----------------------------------------------------------------- | ----------------------------------------------------------------- |
| Sud A                                                             | SG Cortina                                                        | Veneto                                                            | Cortina d'Ampezzo (BL)                                            | Stadio Olimpico del Ghiaccio                                      | 2.700                                                             | 70                                                                | Asiago Cortina Fassa Gherdëina Pustertal Ritten Sterzing Neumarkt |
| Sud A                                                             | HC Fassa                                                          | Trentino-Alto Adige                                               | Alba di Canazei (TN)                                              | Gianmario Scola                                                   | 3.500                                                             | 33                                                                | Asiago Cortina Fassa Gherdëina Pustertal Ritten Sterzing Neumarkt |
| Sud A                                                             | Ritten Sport (Campione in carica)                                 | Trentino-Alto Adige                                               | Collalbo (BZ)                                                     | Arena Ritten                                                      | 1.200                                                             | 22                                                                | Asiago Cortina Fassa Gherdëina Pustertal Ritten Sterzing Neumarkt |
| Sud A                                                             | HC Pustertal                                                      | Trentino-Alto Adige                                               | Brunico (BZ)                                                      | Rienzstadion                                                      | 2.050                                                             | 44                                                                | Asiago Cortina Fassa Gherdëina Pustertal Ritten Sterzing Neumarkt |
| Sud B                                                             | Asiago Hockey                                                     | Veneto                                                            | Asiago (VI)                                                       | Hodegart                                                          | 3.000                                                             | 54                                                                | Asiago Cortina Fassa Gherdëina Pustertal Ritten Sterzing Neumarkt |
| Sud B                                                             | HC Neumarkt                                                       | Trentino-Alto Adige                                               | Egna (BZ)                                                         | WürthArena                                                        | 1.200                                                             | 4                                                                 | Asiago Cortina Fassa Gherdëina Pustertal Ritten Sterzing Neumarkt |
| Sud B                                                             | WSV Sterzing Broncos                                              | Trentino-Alto Adige                                               | Vipiteno (BZ)                                                     | Weihenstephan Arena                                               | 1.700                                                             | 12                                                                | Asiago Cortina Fassa Gherdëina Pustertal Ritten Sterzing Neumarkt |
| Sud B                                                             | HC Gherdëina                                                      | Trentino-Alto Adige                                               | Selva di Val Gardena (BZ)                                         | Pranives                                                          | 2.000                                                             | 51                                                                | Asiago Cortina Fassa Gherdëina Pustertal Ritten Sterzing Neumarkt |

## Formula
Il titolo italiano sarà nuovamente assegnato a seguito della disputa di una Final Four che si disputerà nel mese di febbraio, dal 10 all'11. Tuttavia è cambiato il sistema di qualificazione: non si qualificano più le quattro squadre meglio classificate al termine della stagione regolare, ma le prime due classificate di ciascuno dei gironi Sud A e Sud B, al termine della disputa dei gironi, le cui partite saranno concentrate tra il 26 dicembre ed il 6 gennaio.

## Incontri di qualificazione

### Girone Sud A
| 1ª           | giornata             | 6ª          |
| 26 dic. 2017 |                      | 6 gen. 2018 |
| 5-4 d.t.r.   | Val Pusteria - Renon | 0-3         |
| 4-2          | Cortina - Fassa      | 1-2         |

| 3ª           | giornata               | 4ª          |
| 30 dic. 2017 |                        | 2 gen. 2018 |
| 0-3          | Fassa - Renon          | 2-5         |
| 2-1          | Val Pusteria - Cortina | 4-0         |

| 2ª           | giornata             | 5ª          |
| 28 dic. 2017 |                      | 4 gen. 2017 |
| 2-6          | Fassa - Val Pusteria | 0-5         |
| 4-3 d.t.r.   | Renon - Cortina      | 1-0         |

#### Classifica
| Pos. | Squadra       | Pt | G | V | VOT | POT | P | GF | GS | DR  |
| ---- | ------------- | -- | - | - | --- | --- | - | -- | -- | --- |
| 1.   | Ritten-Renon  | 15 | 6 | 4 | 1   | 1   | 0 | 20 | 10 | +10 |
| 2.   | Val Pusteria  | 14 | 6 | 4 | 1   | 0   | 1 | 22 | 10 | +12 |
| 3.   | Cortina       | 4  | 6 | 1 | 0   | 1   | 4 | 9  | 15 | -6  |
| 4.   | Fassa Falcons | 3  | 6 | 1 | 0   | 0   | 5 | 8  | 24 | -16 |

### Girone Sud B
| 1ª           | giornata             | 6ª          |
| 26 dic. 2017 |                      | 6 gen. 2018 |
| 5-1          | Asiago - Egna        | 3-0         |
| 3-5          | Gherdëina - Vipiteno | 1-5         |

| 3ª           | giornata          | 4ª          |
| 30 dic. 2017 |                   | 2 gen. 2018 |
| 6-3          | Asiago - Vipiteno | 6-5 d.t.s.  |
| 5-3          | Egna - Gherdëina  | 2-4         |

| 2ª           | giornata           | 5ª          |
| 28 dic. 2017 |                    | 4 gen. 2017 |
| 5-6          | Gherdëina - Asiago | 2-3         |
| 7-2          | Vipiteno - Egna    | 6-4         |

#### Classifica
| Pos. | Squadra          | Pt | G | V | VOT | POT | P | GF | GS | DR  |
| ---- | ---------------- | -- | - | - | --- | --- | - | -- | -- | --- |
| 1.   | Asiago           | 17 | 6 | 5 | 1   | 0   | 0 | 29 | 16 | +13 |
| 2.   | Vipiteno Broncos | 13 | 6 | 4 | 0   | 1   | 1 | 31 | 22 | +9  |
| 3.   | Gherdëina        | 3  | 6 | 1 | 0   | 0   | 4 | 18 | 26 | -8  |
| 4.   | Neumarkt-Egna    | 3  | 6 | 1 | 0   | 0   | 4 | 14 | 28 | -14 |

## Final Four
Come sede della disputa della Final Four avevano avanzato la propria candidatura tre delle quattro località qualificate: Asiago, Brunico e Collalbo. La scelta è stata effettuata l'11 gennaio 2018 tramite sorteggio, effettuato ad Asiago durante l'intervallo di un incontro del campionato mondiale femminile Under-18 di Prima Divisione. Il consigliere federale Tommaso Teofoli ha estratto Asiago, e pertanto l'Hodegart si è aggiudicato per il secondo anno consecutivo l'atto finale del campionato.

### Tabellone
|  | Semifinali | Semifinali       | Semifinali |              |    | Finale       | Finale | Finale |  |
|  |            |                  |            |              |    |              |        |        |  |
|  | 1A         | Ritten-Renon     | 4†         |              |    |              |        |        |  |
|  | 1A         | Ritten-Renon     | 4†         |              |    |              |        |        |  |
|  | 2B         | Vipiteno Broncos | 3          |              |    |              |        |        |  |
|  | 2B         | Vipiteno Broncos | 3          |              | 1A | Ritten-Renon | 6      |        |  |
|  |            |                  |            |              | 1A | Ritten-Renon | 6      |        |  |
|  |            |                  | 2A         | Val Pusteria | 1  |              |        |        |  |
|  | 1B         | Asiago           | 2A         | Val Pusteria | 1  | 4            |        |        |  |
|  | 1B         | Asiago           |            |              |    |              |        |        |  |
|  | 2A         | Val Pusteria     | 6          |              |    |              |        |        |  |

Legenda: † - incontro terminato ai tempi supplementari

### Semifinali
| Arbitri: | Alex Lazzeri Turo Samuel Virta |

| |           |                                                                                   |
| Eisath (Tudin, Borgatello) 7:27 O. Ahlström (Kostner, V. Ahlström) 31:30 Lutz (Cole, M. Spinell) 51:29 Caletti (Hofer, Traversa) 61:57 | Marcatori | 13:59 Sotlar (Duffy, Bustreo) 49:15 Sotlar (Bustreo) 57:19 Nyren (Bustreo, Duffy) |

| Arbitri: | Fabio Lottaroli Simone Lega |

| |           | |
| Nigro (Pietroniro, Scandella) 9:19 Rosa (Bardaro, Scandella) 15:11 M. Stevan (Sullivan, Tessari) 46:14 Nigro (Scandella, Rosa) 58:30 | Marcatori | 1:10 Andergassen (Hofer) 11:20 Althuber (Ringrose, Helfer) 26:26 Bona (Oberrauch, Althuber) 27:16 Helfer (Hofer) 35:41 Althuber (Di Casmirro, Bona) 40:56 Di Casmirro (Tauber, Bruneteau) |

### Finale
| Arbitri: | Andrea Benvegnù Andrea Moschen |

| |           |                     |
| O. Ahlström (Kostner) 0:27 Frei (Fink) 8:00 M. Spinell (Frei) 13:47 Borgatello (Kostner, Cole) 17:11 Tudin 45:01 M. Spinell 57:36 | Marcatori | 59:56 Bona (Tauber) |

## Statistiche

### Qualificazione
Per le classifiche marcatori, reti ed assist vengono riportate le prime cinque posizioni.
Per i portieri, sono presi in considerazione coloro che hanno giocato almeno un terzo degli incontri.

#### Classifica marcatori
| Giocatore          | Squadra          | PG | Gol | Assist | Punti |
| ------------------ | ---------------- | -- | --- | ------ | ----- |
| Jure Sotlar        | Vipiteno Broncos | 6  | 8   | 9      | 17    |
| Ben Duffy          | Vipiteno Broncos | 6  | 4   | 13     | 17    |
| Anthony Bardaro    | Asiago           | 6  | 7   | 6      | 13    |
| Linus Lundström    | Gherdëina        | 6  | 6   | 6      | 12    |
| / Giulio Scandella | Asiago           | 6  | 2   | 10     | 12    |
|                    |                  |    |     |        |       |

#### Classifica reti
| Giocatore       | Squadra          | PG | Gol | Assist | Punti |
| --------------- | ---------------- | -- | --- | ------ | ----- |
| Jure Sotlar     | Vipiteno Broncos | 6  | 8   | 9      | 17    |
| Anthony Bardaro | Asiago           | 6  | 7   | 6      | 13    |
| Linus Lundström | Gherdëina        | 6  | 6   | 6      | 12    |
| Ben Duffy       | Vipiteno Broncos | 6  | 4   | 13     | 17    |
| Anthony Nigro   | Asiago           | 6  | 4   | 6      | 10    |
| Oscar Ahlström  | Ritten-Renon     | 6  | 4   | 2      | 6     |
| Alex Frei       | Ritten-Renon     | 6  | 4   | 0      | 4     |
|                 |                  |    |     |        |       |

#### Classifica assist
| Giocatore          | Squadra          | PG | Gol | Assist | Punti |
| ------------------ | ---------------- | -- | --- | ------ | ----- |
| Ben Duffy          | Vipiteno Broncos | 6  | 4   | 13     | 17    |
| / Giulio Scandella | Asiago           | 6  | 2   | 10     | 12    |
| Jure Sotlar        | Vipiteno Broncos | 6  | 8   | 9      | 17    |
| Marco Rosa         | Asiago           | 6  | 3   | 8      | 11    |
| Alex Gellert       | Asiago           | 6  | 2   | 7      | 9     |
| Gyffen Nyren       | Vipiteno Broncos | 6  | 0   | 7      | 7     |
|                    |                  |    |     |        |       |

#### Portieri
| Giocatore             | Squadra          | PG | MGS  | Sv%   |
| --------------------- | ---------------- | -- | ---- | ----- |
| Thomas Tragust        | Val Pusteria     | 6  | 1.64 | 94.4  |
| Patrick Killeen       | Ritten-Renon     | 5  | 1.55 | 93.9  |
| Marco De Filippo Roia | Cortina          | 6  | 2.50 | 92.5' |
| / Frédéric Cloutier   | Asiago           | 6  | 2.69 | 92.4  |
| Gianni Scola          | Fassa Falcons    | 6  | 4.00 | 90.5  |
| Gianluca Vallini      | Vipiteno Broncos | 5  | 3.19 | 89.9  |
| Kristian Budinsky     | Neumarkt-Egna    | 4  | 3.53 | 89.7  |
| Martin Rabanser       | Gherdëina        | 5  | 3.50 | 89.1  |
| Daniel Morandell      | Neumarkt-Egna    | 3  | 6.23 | 84.1  |
|                       |                  |    |      |       |

## Classifica finale
| Pos. | Squadra          |
| ---- | ---------------- |
| 1    | Ritten-Renon     |
| 2    | Val Pusteria     |
| 3    | Asiago           |
| 4    | Vipiteno Broncos |
| 5    | Cortina          |
| 6    | Gherdëina        |
| 7    | Neumarkt-Egna    |
| 8    | Fassa Falcons    |

## Verdetti
Ritten Sport (4º titolo)
| Campioni d'Italia 2017-2018 Ritten Sport | Portieri: Hannes Treibenreif, Patrick Killeen Difensori: Christian Borgatello (C), Bradley Reid Cole, Andreas Lutz, Roland Hofer, Christoph Vigl, Ivan Tauferer Attaccanti: Oscar Ahlström, Victor Ahlström, Daniel Tudin (A), Thomas Spinell (A), Simon Kostner, Alex Frei, Tommaso Traversa, Alexander Eisath, Johannes Fauster, Julian Kostner, Markus Spinell, Hanno Tauferer, Kevin Fink, Philipp Pechlaner, Edoardo Caletti Staff Tecnico: Riku-Petteri Lehtonen (Allenatore), Erwin Kostner (Ass. allenatore) |

- Qualificata per la Continental Cup 2018-2019: Ritten Sport